# Kajiado
Kajiado är huvudort i distriktet Kajiado i provinsen Rift Valley i Kenya.